# 啓蒙放送
啓蒙放送（けいもうほうそう）とは不特定多数の人々や当該施設の利用者にたいし啓蒙するための放送。おもに、マナーや規範について呼びかける。

## 具体例

### 電車内
お客様にお願いいたします。車内での携帯電話のご使用は周りのお客様のご迷惑になりますのでおやめください。また優先席付近では電源をお切りください。ご協力をお願いいたします。
ご高齢の方、体のご不自由な方、妊娠中の方、乳幼児をお連れの方に席をお譲りください。お客様のご協力をお願い申し上げます。

### 市町村（防災無線等で）
市役所からのお知らせです。明日は衆議院選挙の投票日です。必ず投票しましょう。当日投票できない場合は期日前投票をしましょう。
夕方5時になりました。よい子の皆さん。お家に帰りましょう。

### スーパー銭湯
お子様をお連れのかたにお願い申し上げます。お子様が浴場で走ったり、湯船に飛び込んだりすると、危険であるばかりでなく、周りのお客様にたいへんご迷惑となります。お子様が危険な行為をなさらぬようお客様のご協力をお願い申し上げます。